# Кольцевание птиц

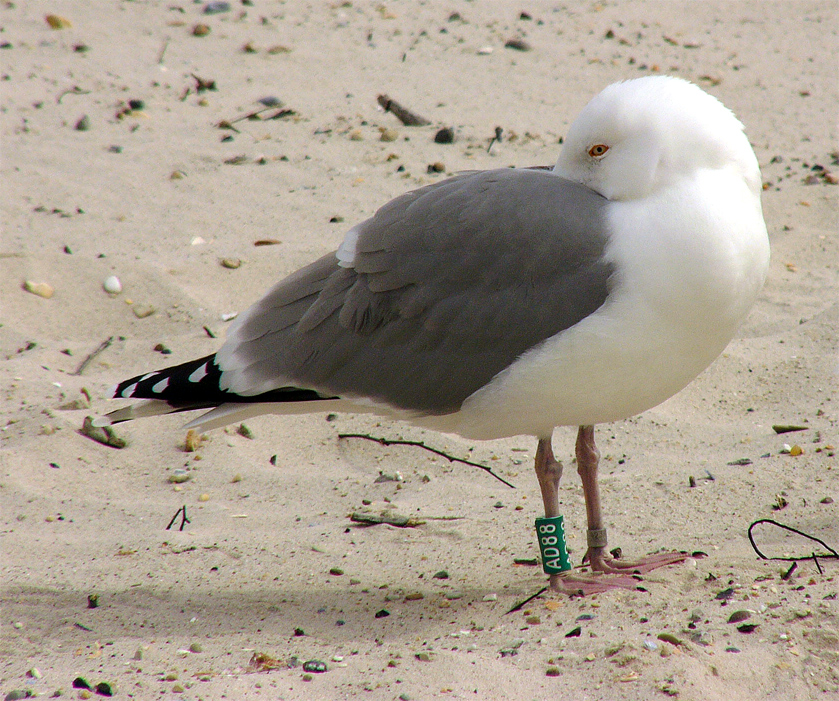
Окольцованная серебристая чайка

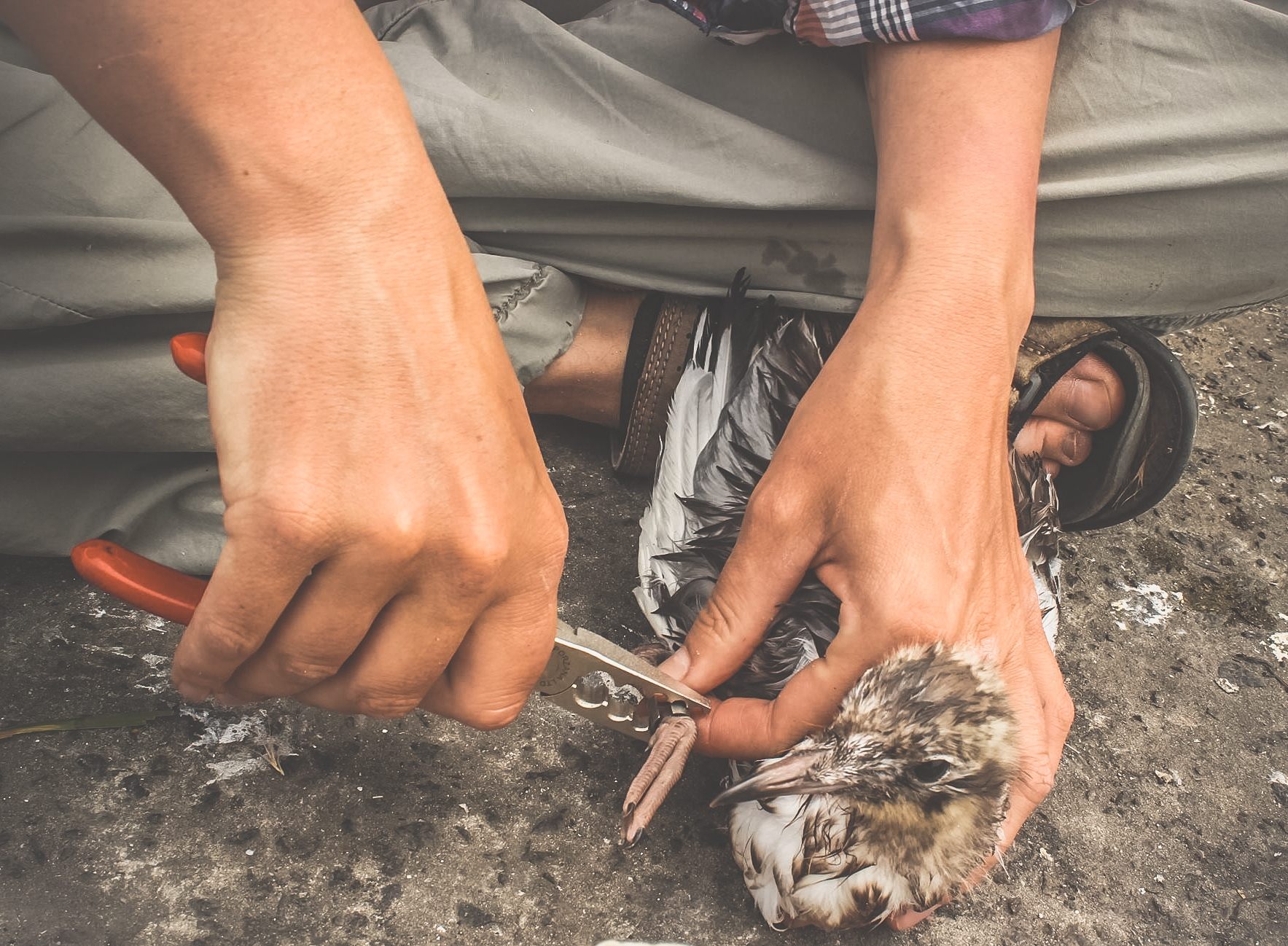
Кольцевание птенцов озёрной чайки

Кольцева́ние птиц — метод мечения, используемый в орнитологии для изучения биологии диких птиц. Кольцевание происходит путём отлова птицы и надевания на её лапку кольца с номером. Птиц кольцуют на месте гнездования, на пути пролёта, во время линьки или на зимовке. Чаще всего кольца сделаны из алюминия. Иногда кольцевание используется для выделения конкретной особи, для наблюдения птицы в природе. В таких случаях на лапку надевают крупное кольцо с номером или с вставками цветной пластмассы, чтобы легко отслеживать птицу с помощью оптических приборов. Анализ полученных сообщений о встречах окольцованных птиц позволяет судить о путях и сроках миграции птиц, об их расселении, изменении численности, причинах гибели, о продолжительности жизни. Это важно для согласования правил охраны перелётных птиц в разных странах, в интересах охотничьего хозяйства, для изучения путей переноса птицами паразитов и возбудителей болезней.

## История
Ещё в древности люди различными способами пробовали метить животных. В основном объектами мечения являлись домашние и охотничьи птицы. В литературе имеются сведения также о кольцевании в средние века цапель, аистов, лебедей, гусей, голубей и ласточек. Как правило, информация о таком мечении была необходима и поэтому доступна узкому кругу лиц, непосредственно причастных к процессу кольцевания. К тому же в те времена в мире не существовало современных способов обмена информацией, что также не позволяло широко использовать метод кольцевания для изучения диких птиц.
Ханс Кристиан Корнелиус Мортенсен, датский учитель из Виборга, был первым, кто начал систематически в научных целях кольцевать птиц. В 1899 г. он пометил алюминиевыми кольцами с оригинальными номерами и адресом 165 скворцов в надежде, что некоторые из птиц будут обнаружены и кольцо вернется с информацией о дате и месте находки. Эксперимент был успешным, и уже год спустя первые его результаты были опубликованы. Метод, предложенный Мортенсеном, привлёк внимание ученых. Систематически (из года в год) кольцевать птиц стали в центре кольцевания Росситтен, организованном на Куршской косе в 1901 году пастором И. Тинеманном. С тех пор в мире окольцованы и помечены десятки миллионов разных птиц.

## Для чего кольцуют птиц
Кольцевание, как и любой другой способ индивидуального мечения птиц — очень важный метод их изучения, исключительно широко применяемый учёными в различных странах мира. Он основан на возможности опознавать птицу благодаря номеру на кольце или какой-либо иной метке. Любая регистрация окольцованной птицы, например, в результате её повторного отлова, простого наблюдения, находки кольца или обнаружения погибшей птицы, даёт массу информации о жизни данной особи, особенно о её перемещениях. А знание путей перелётов, мест остановок в периоды миграций, зимовок позволяет планировать и совершенствовать охрану птиц и их местообитаний как на национальном, так и на международном уровне.
Другая часть информации, получаемая в результате возвратов колец, позволяет изучить важные популяционные показатели (например, выживаемость, репродуктивный успех, среднюю продолжительность жизни, смертность в различные периоды жизненного цикла и т. д.) и помогает учёным пролить свет на причины изменения размеров популяции.

## EURING
Мигрирующие птицы пересекают политические границы государств на протяжении своих долгих перелётов. Чтобы успешно наблюдать за их жизнью на протяжении всей жизни потребовалось создание международной координационной сети станций кольцевания и
Национальных центров кольцевания. Так на совещании Национальных центров кольцевания в Париже в 1963 г. был образован EURING — Европейский Союз Кольцевания Птиц. Основная цель Союза — организация и стандартизация научного кольцевания птиц в Европе. Все европейские центры кольцевания, обладающие собственными кольцами для изучения свободноживущих птиц, являются членами EURING. Совет EURING состоит из Президента, Вице-президента, Генерального секретаря и 5 членов, избираемых представителями центров кольцевания на Генеральном совещании, проводимом раз в два года.
Чтобы поддержать обмен информацией между различными европейским центрами кольцевания в 1966 г. EURING предложил стандаризованную систему кодирования данных кольцевания-возвратов. Эти коды в настоящее время используются всеми центрами и значительно облегчают передачу и анализ данных, получаемых из многих различных источников.
В 1977 году на базе Института экологии в Хетерене (Нидерланды) создан Банк данных EURING, куда стекаются данные о кольцевании и возвратах не только от европейских центров, но и со всего мира. Члены EURING ежегодно посылают сюда отчёты, большинство центров также передаёт данные о возвратах. Уже в 1994 г. Банк данных содержал сведения о 1 млн. 225 тыс. возвратов более 400 видов птиц.